# 加莱阿佐·齐亚诺
加莱阿佐·齐亚诺，第二代科尔泰拉佐和布卡里伯爵（義大利語：Galeazzo Ciano, II conte di Cortellazzo e di Buccari，1903年3月18日—1944年1月11日）意大利政治家、贵族。他是義大利首相兼国家法西斯党领袖贝尼托·墨索里尼的女婿。

## 生平
出生在里窝那，其父是海军将领康斯坦佐·齐亚诺。康斯坦佐在第一次世界大战中为海军大尉，因立下大功，被授予伯爵爵位，成为贵族。因家世显赫，加莱阿佐·齐亚诺自幼就受到了良好的教养。1925年自罗马大学法学专业毕业后，通过外交部的测验，成为一名外交官，先后前往驻巴西、阿根廷、中国的使馆供职。
1922年国家法西斯党发起向罗马进军的政变时，已经退役的康斯坦佐·齐亚诺同该党领袖墨索里尼往来密切。加莱阿佐·齐亚诺与墨索里尼的女儿埃达·墨索里尼相识，因为都具有奔放的性格，很快便坠入爱河。1930年4月24日与埃达结婚，这除了自由恋爱之外还有政治联姻的考虑。岳父墨索里尼在政变成功后成为权倾一时的首相，他被任命为上海总领事，在此期间发生一·二八事变，他试图调停中国和日本。1933年回国历任新闻宣传部副部长，1935年升为部长，齐亚诺在国家法西斯党中的地位仅次于法西斯四巨头中的伊塔洛·巴尔博。
1935年发生第二次意大利埃塞俄比亚战争，齐亚诺自愿参加空军，因作战英勇，获得金质勇气勋章。他获得王太子翁贝托的信任，这一层关系使得他成为墨索里尼与王室之间的联系人。1936年出任外交部长，然而他因自己在外交和语言上有天赋而颇为自负，多次公然违背岳父的意思行事。1939年意大利入侵阿尔巴尼亚成功，阿尔巴尼亚王国与意大利王国形成共主邦联，由意大利国王兼任阿尔巴尼亚国王。齐亚诺被委派为阿尔巴尼亚总督。他支持完全兼并阿尔巴尼亚，在任期间残酷镇压阿尔巴尼亚人的反抗，而其生活奢华也受到诟病。同年，他以外交部长的身份，代表意大利同德国外长约阿希姆·冯·里宾特洛甫签订钢铁条约。不过他强烈反对同德国的同盟，对纳粹及其元首阿道夫·希特勒流露出厌恶之情。
第二次世界大战爆发以后，齐亚诺反对加入轴心国，受到墨索里尼的疏远。在齐亚诺日记里，他认为墨索里尼加入二战是一个极为愚蠢的决定，并预言了意大利的战败。希特勒曾警告过墨索里尼“注意家族中的反叛者”，暗示是齐亚诺。二战期间齐亚诺派人与反纳粹的梵蒂冈联络，并与后来成为教皇的保禄六世关系亲密，这些后来都被当作了私通敌国的罪证。
1943年7月盟军入侵西西里，意大利举国上下陷入恐惧。25日在威尼斯宫举行的法西斯大委员会上，齐亚诺投票赞成罢免墨索里尼的首相职务（格兰迪决议），使得墨索里尼政权垮台，而齐亚诺旋即也被国王维托里奥·埃马努埃莱三世解除职务。此次政变后他与妻子埃达寻求梵蒂冈的庇护，但遭拒绝。后来他试图亡命西班牙，被德军逮捕，关押于维罗纳。1944年1月举行的维罗纳审判中，由于在格兰迪决议中投赞成票，齐亚诺被认定为犯有叛国罪。埃达试图向墨索里尼求救，但遭拒绝。1月11日齐亚诺与乔瓦尼·马里内利、卡洛·帕雷斯基、卢恰诺·戈塔尔迪、埃米利奥·德博诺一起被枪决。

## 齐亚诺日记
齐亚诺死后，墨索里尼的女儿埃达·墨索里尼化妆成孕妇将《齐亚诺日记》藏在裙子里逃到了瑞士，二战结束后出版。《齐亚诺日记》分为“1937年至1938年”和“1939年至1943年”各一本。在第二次世界大战历史资料中屬於价值较高者，透露了公开文件中难以见到的法西斯头目们隐秘的活动情况，对墨索里尼和希特勒的活动、心理伎俩有较详细生动的描述。

## 家族
加莱阿佐与妻子埃达生有三个子女：
- 法布里奇奥·齐亚诺（Fabrizio Ciano，1931年—2008年）
- 拉伊蒙达·齐亚诺（Raimonda Ciano，1933年—1998年）
- 马尔齐奥·齐亚诺（Marzio Ciano，1937年—1974年）